# Observatório de Monte John

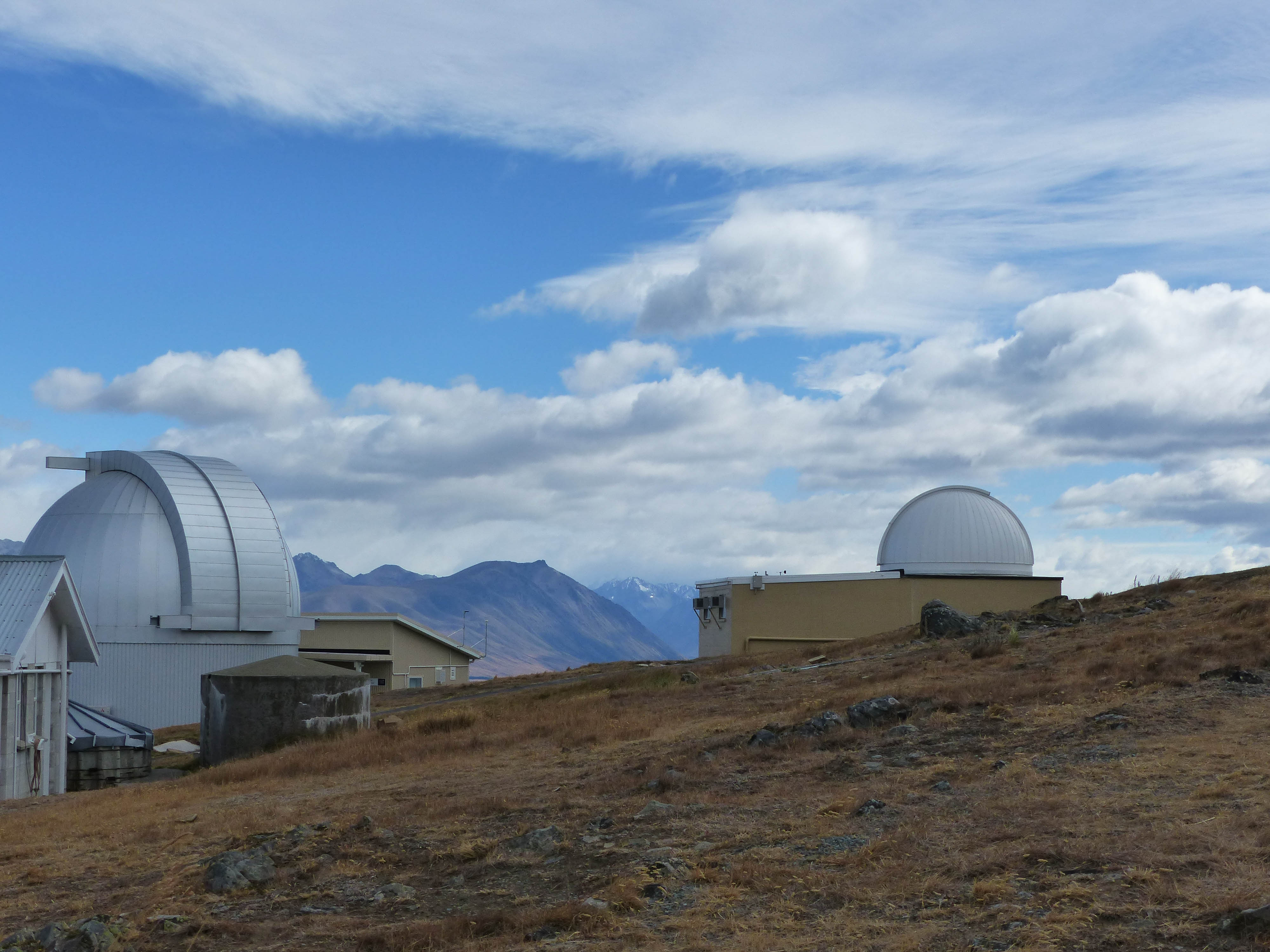
O Observatório da Universidade de Mount John no topo do Monte John

O Observatório de Monte John (Em inglês Mount John University Observatory - MJUO), é o principal observatório de pesquisa astronômica da Nova Zelândia. Ele está situado a 1029 metros no topo do Monte John, no extremo norte da Bacia Mackenzie na Ilha Sul, e foi inaugurado em 1965. Existem muitos telescópios no local, incluindo: um de 0,4 m, dois de 0,6 m, um de 1,0m, e um novo de 1,8m (o telescópio MOA). O centro de população mais próximo é a cidade resort de Lake Tekapo (com população aproximada de 500 habitantes). Aproximadamente 20% das noites no observatório são fotométricas, com um número maior disponível para o trabalho de espectroscopia e fotometria de imagem direta. O Observatório de Monte John é operado pela Universidade de Canterbury.